# Greppen
Greppen es una comuna suiza del cantón de Lucerna, situada en el distrito de Lucerna, en la rivera superior del lago de los Cuatro Cantones. Limita al norte y al este con la comuna de Küssnacht am Rigi (SZ), al sur con Weggis, y al oeste con Meggen.